# 아이크 터너
아이크 터너(영어: Ike Turner, 1931년 11월 5일 ~ 2007년 12월 12일)는 미국의 싱어송라이터, 기타 연주자, 대중음악가, 음반 프로듀서, 영화배우이다.

## 생애

### 음악 활동
아이크 터너는 1946년 재즈 음악 밴드 킹스 오브 리듬(Kings of Rhythm)을 결성하면서 대중음악에 첫 입문하였다. 이후 킹스 오브 리듬은 아이크 터너의 백업 밴드로서 활동을 함께했다.
1960년에 부인 티나 터너와 함께 듀오 아이크 & 티나 터너(Ike & Tina Turner)를 결성해 기타리스트와 보컬을 겸했고, 존 포거티의 곡 〈Proud Mary〉를 커버해 특히 큰 인기를 끌었다.

### 영화 출연
아이크 터너는 대중음악을 소재로 한 아래 영화들에 주연이나 단역으로 출연하기도 했다.
- 《Gimme Shelter》(1970) - 주연
- 《Taking Off》(1971) - 단역
- 《Superstars in Concert》(1973) - 단역
- 《The Road to Memphis》[주 2](2003) - 주연

### 사망
2005년에 만성 폐쇄성 폐질환 진단을 받았으며, 2년 뒤 향년 77세로 세상을 떠났다. 사인은 코카인 중독에 의한 심폐기능 저하로 밝혀졌다.